# Ковил
Ковил (фр. Cauville) насеље је и општина у северној Француској у региону Доња Нормандија, у департману Калвадос која припада префектури Кан.
По подацима из 2011. године у општини је живело 146 становника, а густина насељености је износила 25,35 становника/km². Општина се простире на површини од 5,76 km². Налази се на средњој надморској висини од 280 метара (максималној 267 m, а минималној 80 m).

## Демографија
| 1962. | 1968. | 1975. | 1982. | 1990. | 1999. | 2011. |
| ----- | ----- | ----- | ----- | ----- | ----- | ----- |
| 171   | 186   | 170   | 131   | 117   | 126   | 146   |

График промене броја становника у току последњих година